# Heinänen (sjö i Suonenjoki, Norra Savolax)
Heinänen är en sjö i kommunen Suonenjoki i landskapet Norra Savolax i Finland. Sjön ligger 128,5 meter över havet. Den är 6 meter djup. Arean är 52 hektar och strandlinjen är 6,2 kilometer lång. Sjön  ingår i Kymmene älvs huvudavrinningsområde.   Den ligger omkring 31 kilometer sydväst om Kuopio och omkring 300 kilometer norr om Helsingfors. 